# Nader Boussandel
 (février 2017).
Si vous disposez d'ouvrages ou d'articles de référence ou si vous connaissez des sites web de qualité traitant du thème abordé ici, merci de compléter l'article en donnant les références utiles à sa vérifiabilité et en les liant à la section « Notes et références ».
Nader Boussandel est un acteur français né le 18 novembre 1974 à Vigneux-sur-Seine.

## Biographie
Il a grandi à Vigneux-sur-Seine, une commune de l'Essonne au sud de Paris.
Il a suivi des cours à l’École supérieure d'art dramatique de la Ville de Paris, au conservatoire Hector Berlioz du 10e arrondissement et à l’Atelier Blanche Salant et Paul Weaver. Après un court métrage, il commence sa carrière de comédien en 2003 au côté de Christophe Meynet, avec qui il forme le duo "Christophe et Nader". Le duo est repéré par Édouard Baer qui les met en scène dans Le Grand Mezze, une pièce jouée d'abord au théâtre puis à la télévision en 2004.
Il incarne Hassan, à la tête des jeunes des quartiers de Bruxelles, dans le film Les Barons, chronique drolatique qui attire l'attention sur lui et lui vaut les honneurs.[non neutre]
En 2014, il est l’une des vedettes des sketchs Limite
-Limite.
En 2017, il est au cœur de la campagne publicitaire de l'enseigne But.
Nader Boussandel, en plus du français, parle l'arabe. Il est représenté par l'agence artistique Adéquat.

## Filmographie

### Cinéma
- 2001 : Ronin, de John Frankenheimer : un vendeur d'armes (non crédité)
- 2001 : Chaos, de Coline Serreau : le policier en civil (non crédité)
- 2002 : Les Poireaux, de Tony Gaultier : Saïd
- 2003 : Chouchou de Merzak Allouache : Le chanteur
- 2004 : Double Zéro, de Gérard Pirès : Un des deux policiers
- 2005 : Akoibon d’Édouard Baer : Nader
- 2006 : L'École pour tous, d'Éric Rochant : Yacine
- 2007 : Les Vacances de Mr Bean de Steve Bendelack : le policier
- 2007 : L'Âge d'homme... mainte jamais ! de Raphaël Fejtö : Adimir
- 2009 : Les Barons, de Nabil Ben Yadir : Hassan
- 2010 : Tout ce qui brille de Géraldine Nakache : Slim, le voisin
- 2010 : Le Pas Petit Poucet, de Christophe Campos : Jean-Kamel
- 2010 : Le Veau d'or d'Hassan Legzouli : Azdade
- 2011 : Au bistro du coin de Charles Nemès : Nader
- 2011 : De l'huile sur le feu, de Nicolas Benamou : Samir Chouffry
- 2012 : Nous York, de Géraldine Nakache et Hervé Mimran : Nabil
- 2012 : Astérix et Obélix : Au service de sa Majesté, de Laurent Tirard : un pirate
- 2013 : Les Invincibles de Frédéric Berthe : Miloud
- 2013 : La Marche de Nabil Ben Yadir : Yazid
- 2013 : Gare du Nord de Claire Simon : Antoine
- 2014 : Amour sur place ou à emporter de Amelle Chahbi : Sami
- 2015 : Jamais de la vie de Pierre Jolivet : Ahmed
- 2015 : Les Nouvelles Aventures d'Aladin d'Arthur Benzaquen : l'agent de sécurité
- 2015 : Pension complète de Florent Emilio Siri : Mamed
- 2016 : L'Invitation de Michaël Cohen : Luc
- 2017 : Ouvert la nuit d’Édouard Baer : l'assistant
- 2017 : Bad Buzz de Stéphane Kazandjian : le serveur
- 2018 : Alad'2 de Lionel Steketee : l'agent de sécurité
- 2024 : 14 Jours pour aller mieux d'Édouard Pluvieux : Nabil

### Télévision
- 2003 : 20 h 10 pétantes
- 2003 : Le Grand Plongeoir, de Tristan Carné
- 2008 : Miss Green, d'Éric Delmotte : Le mari (Saison 1)
- 2009 : Déformations professionnelles, de Benjamin Guedj : (Saison 1)
- 2010 : En chantier, monsieur Tanner, de Stefan Liberski
- 2011 : La Pire Semaine de ma vie, de Kader Aoun : Kamel (Saison 1)
- 2011 : Zak, de Daive Cohen et Arthur Benzaquen : Prosper (Saison 1)
- 2015 : Peplum de Philippe Lefebvre
- 2016 : The night manager de Susanne Bier
- 2017 : Engrenages
- 2018 : Nox de Mabrouk El Mechri
- 2019 : Skam France, de David Hourrègue : le vendeur (Saison 3, épisode 6)
- 2021 : L'École de la vie de Elsa Bennett et Hippolyte Dard : Rayan Yadir
- 2021 : Frérots (série OCS) : Vargas
- 2021 : Le Furet de Thomas Sorriaux : Mathieu

## Théâtre
- Songe d'une nuit de quartier, d'à peu près William Shakespeare
- La guerre de Troie n'aura pas lieu, d'après Jean Giraudoux
- On ne badine pas avec l'amour, d'après Alfred de Musset
- Le Grand Mezze
- 2014 : Rendez-vous en boite de et mise en scène Marc Esposito,  Théâtre de la Gaîté Montparnasse